# Флауэр, Розуэлл
Розуэлл Петтибоун Флауэр (англ. Roswell P. Flower; 7 августа 1835, Theresa, Нью-Йорк — 12 мая 1899, Eastport, Нью-Йорк) — американский политик, губернатор штата Нью-Йорк с 1892 по 1895 год. В период с 1881 по 1891 год дважды был членом Палаты представителей США.

## Биография
Начальное образование Флауэр получил в государственных школах, окончил среднюю школу в 1851 году и некоторое время работал учителем. Затем стал брокером и занялся банковским бизнесом. С 1854 по 1860 год был помощником почтмейстера города Уотертаун. Затем занялся ювелирным бизнесом, сначала с партнером, а затем самостоятельно. В 1869 году он переехал в Нью-Йорк, где снова работал в банковском бизнесе и стал политически активным. Там же он управлял активами своей свояченицы, которая была вдовой бывшего президента Нью-Йоркской центральной железной дороги.
Розуэлл Флауэр стал членом Демократической партии. После отставки конгрессмена Леви Мортона, Флауэр занял его место в Палате представителей США. Он занимал это место с 8 ноября 1881 года по 3 марта 1883 года. В период с 4 марта 1889 года по 3 марта 1891 года он смог отработать ещё один срок в качестве члена Конгресса. 3 ноября 1891 года Флауер был избран новым губернатором своего штата. Он занимал эту должность с 1 января 1892 года по 1 января 1895 года, в это время был принят новый закон о банковском деле. Поправка к конституции штата сократила срок полномочий губернаторов с трёх до двух лет. Таким образом, в этом районе было восстановлено положение дел, существовавшее до 1874 года. На самого Флауера это не повлияло.
После окончания своего губернаторского срока Розуелл Флауэр отошел от политики и посвятил себя частному бизнесу. Он умёр от сердечного приступа в мае 1899 года во время рыбалки на выходных. Был женат на Саре М. Вудрафф.